# Farming (film)
Pour plus de détails, voir Fiche technique et Distribution.
Farming est un film dramatique britannique écrit et réalisé par Adewale Akinnuoye-Agbaje, sorti en 2018. Il s'agit du premier long métrage semi-autobiographique du réalisateur.

## Synopsis
Londres, dans les années 1960. Pour offrir une meilleure vie à leur fils, des parents nigérians envoient celui-ci dans une famille d'accueil de la classe ouvrière britannique blanche. L'enfant grandit et finit par rejoindre un gang de skinheads racistes.

## Fiche technique
Sauf indication contraire, les informations mentionnées dans cette section peuvent être confirmées par la base de données cinématographiques IMDb,  présente dans la section « Liens externes ».
- Titre original et français : Farming
- Réalisation et scénario : Adewale Akinnuoye-Agbaje
- Musique : Ilan Eshkeri
- Direction artistique : Simon Walker
- Décors : Miren Marañón
- Costumes : Bex Crofton-Atkins
- Photographie : Kit Fraser
- Montage : Tariq Anwar
- Production : François Ivernel, Andrew Levitas, Michael London et Janice Williams

Coproduction : Miranda Ballesteros
Production déléguée : Richard Abend, Frédéric Fiore, David Ostrander, Marie Gabrielle Stewart et Eric Tavitian
- Sociétés de production : Metalwork Pictures, Logical Pictures, HanWay Films, Montebello Productions, Groundswell Productions et AAA Studios[2]
- Société de distribution : Lionsgate UK
- Pays d'origine :  Royaume-Uni
- Langue originale : anglais
- Format : couleur
- Genre : drame
- Durée : 102 minutes
- Dates de sortie :
  - Canada : 8 septembre 2018 (Festival international du film de Toronto)
  - Royaume-Uni : 11 octobre 2019
  - France : n/a

## Distribution
- Damson Idris : Enitan
- Kate Beckinsale : Ingrid Carpenter
- Adewale Akinnuoye-Agbaje : Femi
- John Dagleish : Levi
- Jaime Winstone : Lynn
- Genevieve Nnaji : Tolu
- Gugu Mbatha-Raw : Mlle Dapo
- Cosmo Jarvis : Jonesy
- Ann Mitchell : Hilda
- Theodore Barklem-Biggs : Scum

## Production
En mai 2017, on annonce que le casting du film est commencé avec Damson Idris dans le rôle principal Enitan, Kate Beckinsale interprète sa mère de famille d'accueil abusive et négligente et Gugu Mbatha-Raw en tant que son professeur et mentor,.
Le tournage a lieu à Kent, au sud-est de Londres.